# جلینه

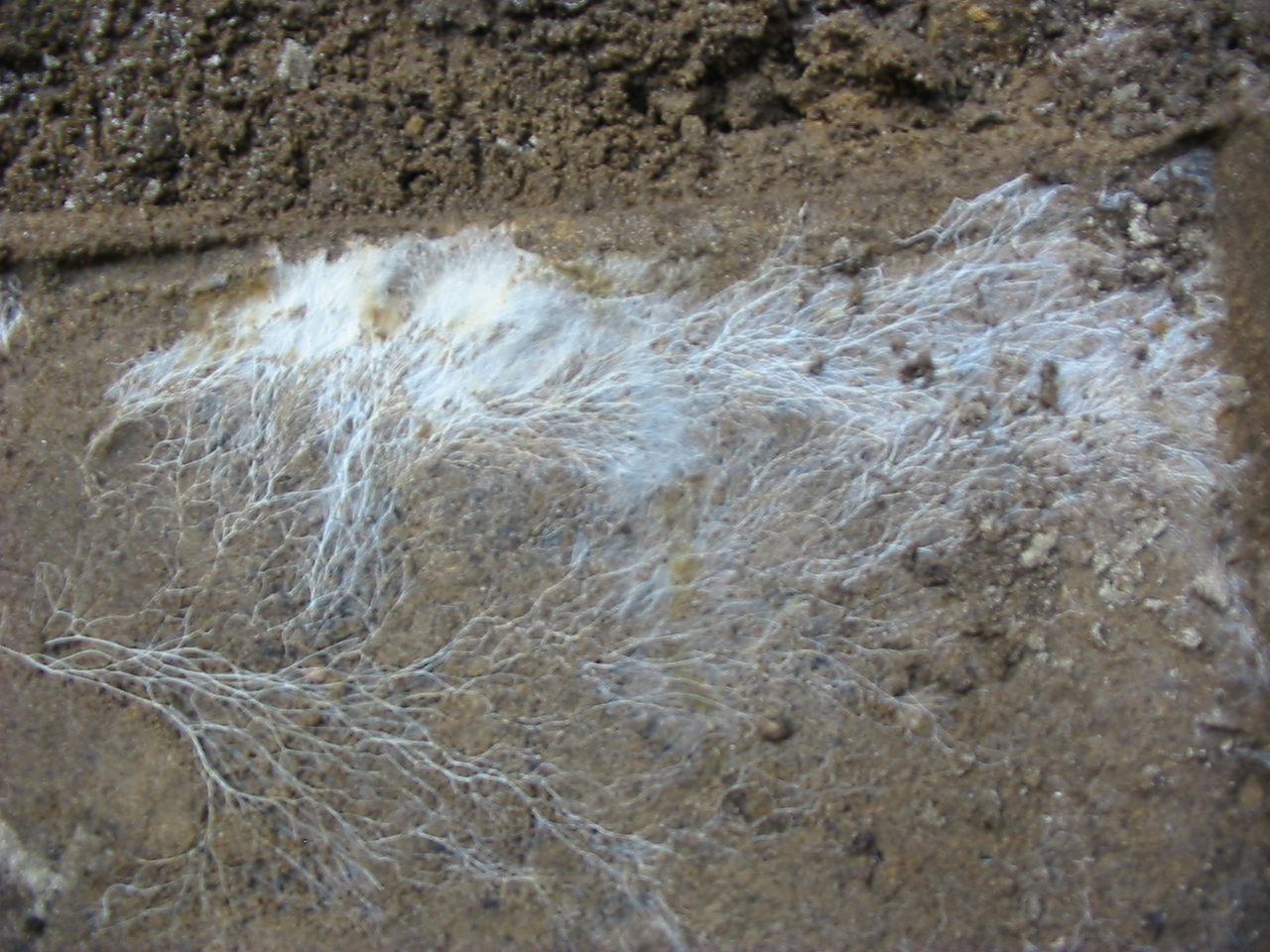
جُلینه.

در قارچ‌شناسی به توده‌ای از نَخینه‌های یک قارچ جُلینه یا میسلیوم  گفته می‌شود.
جلینه بیشتر در زیر خاک قرار دارد ولی در قارچ‌های انگلی همچون سفیدک و کپک خاکستری، جلینه در خود گیاه و بیشتر در میان سلول‌های گیاه قرار می‌گیرد.
جلینه گاه به صورت حلقوی می‌روید و حلقه‌ای درست می‌کند که اصطلاحاً حلقه پریان نامیده می‌شود. این پدیده زمانی رخ می‌دهد که نخینه‌های قدیمی توسط خودکافت (اتولیز) بمیرند. از آن‌جا که نخینه‌های قدیمی بیشتر در میانهٔ جلینه قرار دارند شکلی حلقوی به‌وجود می‌آید.